# Giuseppe Sala (Verleger)
Giuseppe Sala (* um 1643 in Venedig; † 1. Februar 1727 ebenda) war ein italienischer Musikverleger, Drucker und Buchhändler.

## Leben und Wirken

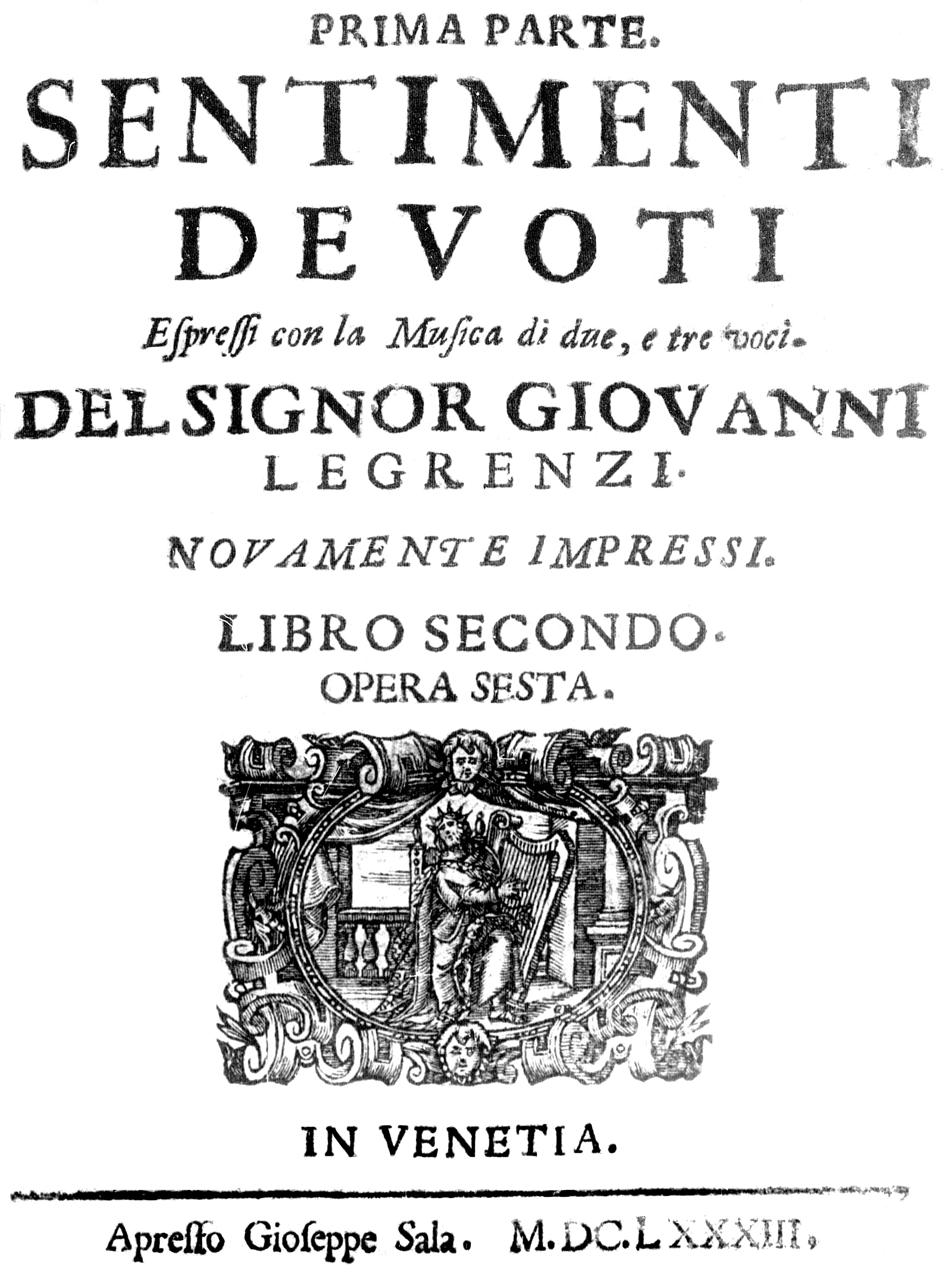
Titelseite zu Giovanni Legrenzis Sentimenti devoti (1683)

Giuseppe Sala gründete 1676 in Venedig gemeinsam mit dem Komponisten Natale Monferrato einen Musikverlag, in dem bis 1716 insgesamt 151 Werke vor allem aus dem Bereich der Vokal- und Kammermusik erschienen. Nach Monferratos Tod 1685 führte Sala das Unternehmen allein weiter. Zu den von ihm verlegten Komponisten gehörten u. a. Albinoni, Bassani, Bernabei, Bononcini, Bonporti, Caldara, Cazzati, Corelli, Gasparini, Legrenzi, Marcello, Torelli, Vitali und Vivaldi.
Ab etwa 1710 wurden Sala und andere italienische Musikverleger wegen ihrer rückständigen Drucktechnik und ihrer mangelnden Vertriebsmöglichkeiten allmählich vom Markt verdrängt. Konkurrenten wie Estienne Roger in Amsterdam arbeiteten im Gegensatz zu den unzusammenhängenden beweglichen Typen der Italiener mit geschmackvoll gestalteten Kupferstichen und verfügten über ein internationales Händlernetz, was immer mehr italienische Komponisten dazu bewog, ihre Werke im Ausland drucken zu lassen. Nach 1716 sind keine Neuerscheinungen Salas mehr belegt.